# Försjön (Aneby)
Försjön (Aneby) este o arie protejată (arie specială de conservare — SAC, sit de importanță comunitară — SCI) din Suedia întinsă pe o suprafață de 159,4 ha, integral pe uscat.

## Localizare
Centrul sitului Försjön (Aneby) este situat la coordonatele 57°52′07″N 14°56′39″E / 57.8685°N 14.9441°E.

## Înființare
Situl Försjön (Aneby) a fost declarat sit de importanță comunitară în decembrie 1998 pentru a proteja un număr necunoscut de specii din flora spontană și fauna sălbatică aflate în arealul zonei. Situl a fost protejat și ca arie specială de conservare în martie 2011.

## Biodiversitate
Situată în ecoregiunea boreală, aria protejată conține 1 habitat natural: Ape stătătoare oligotrofe până la mezotrofe, cu vegetație de Littorelletea uniflorae și/sau de Isoëto-Nanojuncetea.
La baza desemnării sitului se află un număr nedeclarat de specii protejate.